# Hiirioja
De Hiirioja is een beek in het noorden van Zweden, die vlak bij de grens met Finland ligt, daar de Torne älv. De Hiirioja is een zijrivier van de Torne en zorgt voor de afwatering van het moerasmeertje Hiirijärvi. De hele omgeving draagt de naam Hiiri. De beek maakt een noordelijke boog om Hiirivaara, een heuvel in het gebied, stroomt dan iets ten noorden van Övertorneå de Torne in en is ongeveer zes kilometer lang.